# HD 170469
HD 170469 är en sannolik dubbelstjärna belägen i den mellersta delen av stjärnbilden Ormbäraren. Den har en kombinerad skenbar magnitud av ca 8,21 och kräver åtminstone en stark handkikare eller ett mindre teleskop för att kunna observeras. Baserat på parallax enligt Gaia Data Release 2 på ca 16,6 mas, beräknas den befinna sig på ett avstånd på ca 197 ljusår (ca 60 parsek) från solen. Den rör sig närmare solen med en heliocentrisk radialhastighet på ca -59 km/s och beräknas befinna sig på ett avstånd av 49,8 ljusår om ca 959 000 år.

## Egenskaper
Primärstjärnan HD 170469 A är en gul till vit stjärna i huvudserien av spektralklass G5 V. Den har en massa som är ca 1,1 solmassor, en radie som är ca 1,2 solradier och har ca 1,6 gånger solens utstrålning av energi från dess fotosfär vid en effektiv temperatur av ca 5 800 K.
Följeslagaren, HD 170469 B, är belägen med en vinkelseparation av 43,21 ± 0,10 bågsekunder vid en positionsvinkel på 112,55 ± 0,07° från primärstjärnan, år 2018. Ursprungligen ansågs den vara en röd dvärg av spektralklass M1, men bestämdes senare till att vara en stjärna i huvudserien av spektralklass K5 V med en massa av 0,43 solmassor. Denna stjärna ligger med en beräknad separation av 2 708 AE från primärstjärnan och kretsar kring denna med en uppskattad omloppsperiod på ca 114 000 år.

## Planetsystem
År 2011 upptäcktes en planet av N2K Consortium, ledd av huvudutredarna Debra Fischer och Gregory P. Laughlin. Upptäckten gjordes med hjälp av metoden för mätning av radiell hastighet och bekräftades oberoende 2014.
| Planet | Massa    | Halv storaxel (AE) | Siderisk omloppstid (d) | Excentricitet | Inklination | Radie |
| ------ | -------- | ------------------ | ----------------------- | ------------- | ----------- | ----- |
| b      | >0,67 MJ | 2,24               | 1 143                   | 0,11          | -           | -     |